# Bordeaux-Parijs

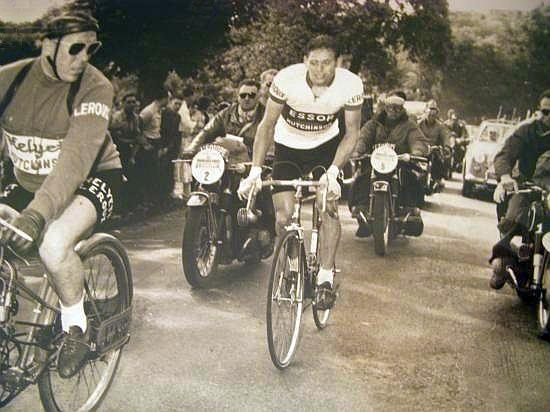
Jean-Marie Cieleska in 1958

De wielerwedstrijd Bordeaux-Parijs werd voor het eerst gereden in 1891, en kende 86 uitgaven, waarvan de laatste plaatsvond in 1988. Deze wielerkoers nam een unieke plaats in onder de wielerklassiekers, zowel vanwege zijn uitzonderlijke lengte van 550 tot 620 km, als vanwege de manier van rijden. De laatste 300 tot 350 km van het parcours werden namelijk achter een derny gereden, een soort motorfiets waarvan de snelheid wordt aangegeven met trappers.

## Geschiedenis
De eerste Bordeaux-Parijs werd van 23 tot 24 mei 1891 georganiseerd door het sportblad Le Véloce-Sport, ter gelegenheid van de verhuizing van de zetel van het blad van Bordeaux naar Parijs, en liep over 572 km. Er werden alleen amateurs uitgenodigd om verzekerd te zijn van de komst van de sterkste Britse wieleramateurs die niet samen met de Franse profs wilden rijden.
Winnaar werd de Brit George Pilkington Mills met een gemiddelde snelheid van 21,5 km/u. Mills verraste het publiek en zijn concurrenten door zijn ravitaillering zelf mee te nemen in zijn tricot. Ook de plaatsen 2 tot en met 4 werden door Britten ingenomen.
Vanaf de tweede editie werden ook beroepsrenners toegelaten tot de wedstrijd, en het gangmaken werd geïnstitutionaliseerd. Zowel fietsen, tandems, auto's, motorfietsen en uiteindelijk derny's werden gebruikt door de gangmaker.
In moderne tijden vergde deze wedstrijd voor de meeste grote renners een te specifieke voorbereiding, hoewel de erelijst toch steeds grote namen bleef krijgen. Vanwege zijn zeven overwinningen wordt Herman Vanspringel Monsieur Bordeaux-Paris genoemd. Wim van Est won de koers driemaal en werd driemaal tweede.

## Lijst van winnaars
° Werd verreden achter auto's. Huret won in 16u 35min 47sec.

°° Toen werd door een concurrerend blad ook een Bordeaux-Parijs georganiseerd

### Meervoudige winnaars

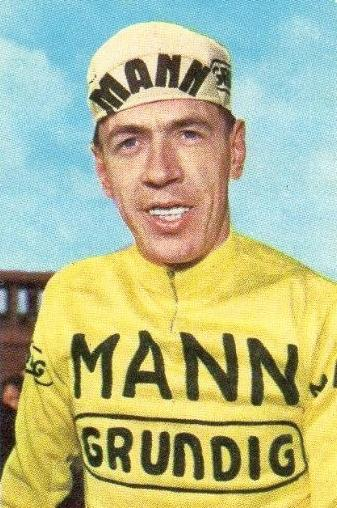
Herman Vanspringel (f. 1970) won de wedstrijd 7 keer.

| Overwinningen | Renner                | Land      | Jaren                                    |
| ------------- | --------------------- | --------- | ---------------------------------------- |
| 7             | Herman Vanspringel    | België    | 1970, 1974, 1975, 1977, 1978, 1980, 1981 |
| 4             | Bernard Gauthier      | Frankrijk | 1951, 1954, 1956, 1957                   |
| 3             | Georges Ronsse        | België    | 1927, 1929, 1930                         |
| 3             | Wim van Est           | Nederland | 1950, 1952, 1961                         |
| 2             | Lucien Lesna          | Frankrijk | 1894, 1901                               |
| 2             | Gaston Rivierre       | Frankrijk | 1897, 1898                               |
| 2             | Hippolyte Aucouturier | Frankrijk | 1903, 1905                               |
| 2             | Cyrille Van Hauwaert  | België    | 1907, 1909                               |
| 2             | Émile Georget         | Frankrijk | 1910, 1912                               |
| 2             | Eugène Christophe     | Frankrijk | 1920, 1921                               |
| 2             | Francis Pélissier     | Frankrijk | 1922, 1924                               |
| 2             | Marcel Laurent        | Frankrijk | 1938, 1939                               |
| 2             | Joseph Somers         | België    | 1937, 1947                               |
| 2             | Walter Godefroot      | België    | 1969, 1976                               |

### Overwinningen per land
| Overwinningen | Land                             |
| ------------- | -------------------------------- |
| 43            | Frankrijk                        |
| 29            | België                           |
| 5             | Nederland                        |
| 3             | Verenigd Koninkrijk, Zwitserland |
| 1             | Denemarken, Duitsland, Luxemburg |

1891 · 
1892 · 
1893 · 
1894 · 
1895 · 
1896 · 
1897 · 
1898 · 
1899 · 
1900 · 
1901 · 
1902 · 
1903 · 
1904 · 
1905 · 
1906 · 
1907 · 
1908 · 
1909 · 
1910 · 
1911 · 
1912 · 
1913 · 
1914 · 
1915 · 
1916 · 
1917 · 
1918 · 
1919 · 
1920 · 
1921 · 
1922 · 
1923 · 
1924 · 
1925 · 
1926 · 
1927 · 
1928 · 
1929 · 
1930 · 
1931 · 
1932 · 
1933 · 
1934 · 
1935 · 
1936 · 
1937 · 
1938 · 
1939 · 
1940 · 
1941 · 
1942 · 
1943 · 
1944 · 
1945 · 
1946 · 
1947 · 
1948 · 
1949 · 
1950 · 
1951 · 
1952 · 
1953 · 
1954 · 
1955 · 
1956 · 
1957 · 
1958 · 
1959 · 
1960 · 
1961 · 
1962 · 
1963 · 
1964 · 
1965 · 
1966 · 
1967 · 
1968 · 
1969 · 
1970 · 
1971 · 
1972 · 
1973 · 
1974 · 
1975 · 
1976 · 
1977 · 
1978 · 
1979 · 
1980 · 
1981 · 
1982 · 
1983 · 
1984 · 
1985 · 
1986 · 
1987 · 
1988